# Natalie Juncos
Natalie Giselle Juncos (28 de diciembre de 1990, Detroit, Estados Unidos) es una futbolista argentina nacida en Estados Unidos que juega de defensora en Racing Club y en la Selección femenina de fútbol de Argentina.

## Biografía
Juncos nació en Detroit, hija de los nadadores olímpicos argentinos Luis Juncos y Valentina Aracil. Su padre participó en los Juegos Olímpicos de Los Ángeles 1984 mientras que su madre lo hizo en los Juegos Olímpicos de Seúl 1988. Fue criada en Rochester (Minnesota), y vivió en Brandon (Misisipi).

## Carrera deportiva
Juncos comenzó a practicar fútbol mientras era estudiante de la Lourdes High School y luego en la Northwest Rankin High School. Sus primeros pasos competitivos se dieron en los equipos universitarios Florida Gators entre 2009 y 2010, y en Houston Cougars entre 2011 y 2013, participando en el torneo de la National Collegiate Athletic Association.
Llegó por primera vez al fútbol argentino en 2014, donde jugaba para River Plate, más tarde jugó UAI Urquiza, en donde estuvo hasta 2018.
En agosto de 2019, fue fichada por Racing Club en su primer contrato profesional en Argentina.

### Selección nacional
Juncos debutó en la Selección femenina de fútbol de Argentina el 6 de abril de 2018 durante la Copa América Femenina 2018, la selección terminaría quedándose con el tercer puesto del torneo.
Formó parte del equipo argentino en la Copa Mundial Femenina de Fútbol de 2019, pero no fue titular en ningún partido.
Durante los Juegos Panamericanos de 2019, fue titular en múltiples partidos, incluida la final, y obtuvo la medalla de plata, el mejor resultado de la selección en los Juegos Panamericanos.

#### Participaciones en Copas del Mundo
| Torneo               | Sede    | Resultado    | Partidos | Goles | Asistencias |
| -------------------- | ------- | ------------ | -------- | ----- | ----------- |
| Copa Mundial de 2019 | Francia | Primera fase | 0        | 0     | 0           |

## Vida personal
Juncos está casada, y es kinesióloga y licenciada en Administración. Su hermano Nicholas también es jugador de fútbol. Sus padres actualmente viven en Little Rock (Arkansas).